# 16e législature du Canada

La distribution initiale des sièges aux débuts de la 16e législature du Canada

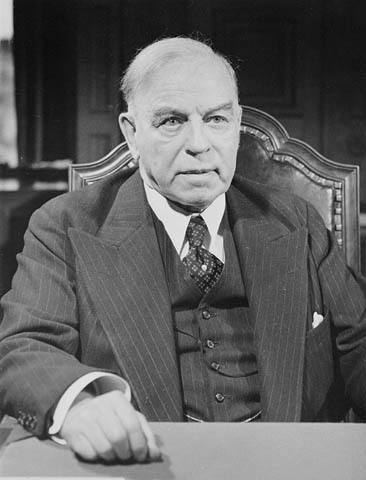
William Lyon Mackenzie King fut premier ministre durant la 16e législature.

La 16e législature du Canada fut en session du 9 décembre 1926 au 30 mai 1930. Sa composition fut déterminée par les élections de 1926 et fut modifiée par des démissions et des élections partielles survenue avant les élections de 1930.
Cette législature fut contrôlée par une minorité parlementaire du Parti libéral représenté par William Lyon Mackenzie King. L'Opposition officielle fut formée par le Parti conservateur, d'abord dirigé par Hugh Guthrie et ensuite par Richard Bedford Bennett.
Le Président fut Rodolphe Lemieux.
Voici les 4 sessions parlementaires de la 16e législature:
| Session | Début           | Fin           |
| ------- | --------------- | ------------- |
| 1re     | 9 décembre 1926 | 14 avril 1927 |
| 2e      | 26 janvier 1928 | 11 juin 1928  |
| 3e      | 7 février 1929  | 14 juin 1929  |
| 4e      | 20 février 1930 | 30 mai 1930   |

## Liste des députés
Les circonscriptions marquées d'un astérisque (*) indiquent qu'elles sont représentées par deux députés.

### Alberta
| Circonscription | Circonscription | Nom                                          | Parti                     |
| --------------- | --------------- | -------------------------------------------- | ------------------------- |
| Acadia          |                 | Robert Gardiner                              | United Farmers of Alberta |
| Athabaska       |                 | Donald Ferdinand Kellner                     | United Farmers of Alberta |
| Battle River    |                 | Henry Elvins Spencer                         | United Farmers of Alberta |
| Bow River       |                 | Edward Joseph Garland                        | United Farmers of Alberta |
| Calgary-Est     |                 | Herbert Bealey Adshead                       | Travailliste              |
| Calgary-Ouest   |                 | Richard Bedford Bennett                      | Conservateur              |
| Camrose         |                 | William Thomas Lucas                         | United Farmers of Alberta |
| Edmonton-Est    |                 | Kenneth Alexander Blatchford                 | Libéral                   |
| Edmonton-Ouest  |                 | Charles Stewart                              | Libéral                   |
| Edmonton-Ouest  |                 | Charles Stewart (élection partielle en 1926) | Libéral                   |
| Lethbridge      |                 | Lincoln Henry Jelliff                        | United Farmers of Alberta |
| Macleod         |                 | George Gibson Coote                          | United Farmers of Alberta |
| Medicine Hat    |                 | Frederick William Gershaw                    | Libéral                   |
| Peace River     |                 | Donald MacBeth Kennedy                       | United Farmers of Alberta |
| Red Deer        |                 | Alfred Speakman                              | United Farmers of Alberta |
| Vegreville      |                 | Michael Luchkovich                           | United Farmers of Alberta |
| Wetaskiwin      |                 | William Irvine                               | United Farmers of Alberta |

### Colombie-Britannique
| Circonscription   | Circonscription | Nom                                                  | Parti        |
| ----------------- | --------------- | ---------------------------------------------------- | ------------ |
| Cariboo           |                 | John Anderson Fraser                                 | Conservateur |
| Comox—Alberni     |                 | Alan Webster Neill                                   | Indépendant  |
| Fraser Valley     |                 | Harry James Barber                                   | Conservateur |
| Kootenay-Est      |                 | James Horace King (au 11 octobre 1926)               | Libéral      |
| Kootenay-Est      |                 | James Horace King (élection partielle en 1926)       | Libéral      |
| Kootenay-Ouest    |                 | William Kemble Esling                                | Conservateur |
| Nanaimo           |                 | Charles Herbert Dickie                               | Conservateur |
| New Westminster   |                 | William Garland McQuarrie                            | Conservateur |
| Skeena            |                 | James Charles Brady                                  | Conservateur |
| Vancouver—Burrard |                 | John Arthur Clark                                    | Conservateur |
| Vancouver-Centre  |                 | Henry Herbert Stevens                                | Conservateur |
| Vancouver-Nord    |                 | Alexander Duncan McRae                               | Conservateur |
| Vancouver-Sud     |                 | Leon Johnson Ladner                                  | Conservateur |
| Victoria          |                 | Simon Fraser Tolmie (démissionne le 5 juin 1928)     | Conservateur |
| Victoria          |                 | D'Arcy Britton Plunkett (élection partielle en 1928) | Conservateur |
| Yale              |                 | Grote Stirling                                       | Conservateur |

### Île-du-Prince-Édouard
| Circonscription | Circonscription | Nom                      | Parti        |
| --------------- | --------------- | ------------------------ | ------------ |
| King's          |                 | John Alexander Macdonald | Conservateur |
| Prince          |                 | Alfred Edgar MacLean     | Libéral      |
| Queen's*        |                 | Robert Harold Jenkins    | Libéral      |
| Queen's*        |                 | John Ewen Sinclair       | Libéral      |

### Manitoba
| Circonscription      | Circonscription | Nom                                                                            | Parti                |
| -------------------- | --------------- | ------------------------------------------------------------------------------ | -------------------- |
| Brandon              |                 | Robert Forke (au 5 octobre 1926)                                               | Libéral-progressiste |
| Brandon              |                 | Robert Forke (élection partielle en 1926, au 30 décembre 1929, nommé au Sénat) | Libéral-progressiste |
| Brandon              |                 | Thomas Crerar (élection partielle en 1930)                                     | Libéral              |
| Dauphin              |                 | William John Ward                                                              | Libéral-progressiste |
| Lisgar               |                 | John Livingstone Brown                                                         | Libéral-progressiste |
| Macdonald            |                 | William James Lovie                                                            | Progressiste         |
| Marquette            |                 | James Allison Glen                                                             | Liberal-Progressive  |
| Neepawa              |                 | Robert Milne                                                                   | Progressiste         |
| Nelson               |                 | Thomas William Bird                                                            | Progressiste         |
| Portage la Prairie   |                 | Ewen Alexander McPherson                                                       | Libéral              |
| Provencher           |                 | Arthur-Lucien Beaubien                                                         | Libéral-progressiste |
| Selkirk              |                 | Leland Payson Bancroft                                                         | Libéral-progressiste |
| Souris               |                 | James Steedsman                                                                | Progressiste         |
| Springfield          |                 | Edgar Douglas Richmond Bissett                                                 | Libéral-progressiste |
| Saint-Boniface       |                 | John Power Howden                                                              | Libéral              |
| Winnipeg-Nord        |                 | Abraham Albert Heaps                                                           | Travailliste         |
| Winnipeg-Nord-Centre |                 | James Shaver Woodsworth                                                        | Travailliste         |
| Winnipeg-Sud         |                 | John Stewart McDiarmid                                                         | Libéral              |
| Winnipeg-Sud-Centre  |                 | Joseph Thorarinn Thorson                                                       | Libéral              |

### Nouveau-Brunswick
| Circonscription       | Circonscription | Nom                                                 | Parti        |
| --------------------- | --------------- | --------------------------------------------------- | ------------ |
| Charlotte             |                 | Robert Watson Grimmer                               | Conservateur |
| Gloucester            |                 | Peter Veniot (au 5 octobre 1926)                    | Libéral      |
| Gloucester            |                 | Peter Veniot (élection partielle en 1926)           | Libéral      |
| Kent                  |                 | Alfred Edmond Bourgeois                             | Libéral      |
| Northumberland        |                 | Charles Joseph Morrissy                             | Libéral      |
| Restigouche—Madawaska |                 | Stanislas Blanchard                                 | Libéral      |
| Royal                 |                 | George Burpee Jones                                 | Conservateur |
| Saint-Jean—Albert*    |                 | Thomas Bell                                         | Conservateur |
| Saint-Jean—Albert*    |                 | Murray MacLaren                                     | Conservateur |
| Victoria—Carleton     |                 | James Kidd Flemming                                 | Conservateur |
| Victoria—Carleton     |                 | Albion Roudolph Foster (élection partielle en 1927) | Libéral      |
| Westmorland           |                 | Otto Baird Price                                    | Conservateur |
| York—Sunbury          |                 | Richard Burpee Hanson                               | Conservateur |

### Nouvelle-Écosse
| Circonscription           | Circonscription | Nom                                               | Parti        |
| ------------------------- | --------------- | ------------------------------------------------- | ------------ |
| Antigonish—Guysborough    |                 | John Carey Douglas                                | Conservateur |
| Antigonish—Guysborough    |                 | William Duff (élection partielle en 1927)         | Libéral      |
| Cap-Breton-Victoria-Nord  |                 | Lewis Wilkieson Johnstone                         | Conservateur |
| Cap-Breton-Sud            |                 | Finlay Macdonald                                  | Conservateur |
| Colchester                |                 | George Taylor Macnutt                             | Conservateur |
| Cumberland                |                 | Robert Knowlton Smith                             | Conservateur |
| Digby—Annapolis           |                 | Harry Bernard Short                               | Conservateur |
| Halifax*                  |                 | William Anderson Black                            | Conservateur |
| Halifax*                  |                 | Felix Patrick Quinn                               | Conservateur |
| Hants—Kings               |                 | James Lorimer Ilsley                              | Libéral      |
| Inverness                 |                 | Isaac Duncan Macdougall                           | Conservateur |
| Pictou                    |                 | Thomas Cantley                                    | Conservateur |
| Queens—Lunenburg          |                 | William Gordon Ernst                              | Conservateur |
| Richmond—Ouest-Cap-Breton |                 | John Alexander MacDonald                          | Conservateur |
| Shelburne—Yarmouth        |                 | Paul Lacombe Hatfield (au 6 octobre 1926)         | Libéral      |
| Shelburne—Yarmouth        |                 | James Layton Ralston (élection partielle en 1926) | Libéral      |

### Ontario
| Circonscription         | Circonscription | Nom                                                 | Parti                     |
| ----------------------- | --------------- | --------------------------------------------------- | ------------------------- |
| Algoma-Est              |                 | Beniah Bowman                                       | United Farmers of Ontario |
| Algoma-Ouest            |                 | Thomas Edward Simpson                               | Conservateur              |
| Brantford City          |                 | Robert Edwy Ryerson                                 | Conservateur              |
| Brant                   |                 | Franklin Smoke                                      | Conservateur              |
| Bruce-Nord              |                 | James Malcolm (au 22 octobre 1926)                  | Libéral                   |
| Bruce-Nord              |                 | James Malcolm (élection partielle en 1926)          | Libéral                   |
| Bruce-Sud               |                 | Walter Allan Hall                                   | Libéral                   |
| Carleton                |                 | William Foster Garland                              | Conservateur              |
| Dufferin—Simcoe         |                 | William Earl Rowe                                   | Conservateur              |
| Durham                  |                 | Fred Wellington Bowen                               | Conservateur              |
| Elgin-Ouest             |                 | Mitchell Hepburn                                    | Libéral                   |
| Essex-Est               |                 | Edmond George Odette                                | Libéral                   |
| Essex-Ouest             |                 | Sidney Cecil Robinson                               | Conservateur              |
| Essex-Sud               |                 | Eccles James Gott                                   | Conservateur              |
| Fort-William            |                 | Robert James Manion                                 | Conservateur              |
| Frontenac—Addington     |                 | John Wesley Edwards (décédé le 18 avril 1929)       | Conservateur              |
| Frontenac—Addington     |                 | William Spankie (élection partielle en 1929)        | Conservateur              |
| Glengarry               |                 | Archibald John Macdonald                            | Libéral                   |
| Grenville—Dundas        |                 | Arza Clair Casselman                                | Conservateur              |
| Grey-Nord               |                 | William Pattison Telford                            | Libéral                   |
| Grey-Sud-Est            |                 | Agnes Campbell Macphail                             | Progressiste              |
| Haldimand               |                 | Mark Cecil Senn                                     | Conservateur              |
| Halton                  |                 | Robert King Anderson                                | Conservateur              |
| Hamilton-Est            |                 | George Septimus Rennie                              | Conservateur              |
| Hamilton-Ouest          |                 | Charles William Bell                                | Conservateur              |
| Hastings—Peterborough   |                 | Alexander Thomas Embury                             | Conservateur              |
| Hastings-Sud            |                 | William Ernest Tummon                               | Conservateur              |
| Huron-Nord              |                 | John Warwick King (décédé le 14 janvier 1927)       | Progressiste              |
| Huron-Nord              |                 | George Spotton (élection partielle en 1927)         | Conservateur              |
| Huron-Sud               |                 | Thomas McMillan                                     | Libéral                   |
| Kenora—Rainy River      |                 | Peter Heenan (au 11 octobre 1926)                   | Libéral                   |
| Kenora—Rainy River      |                 | Peter Heenan (élection partielle en 1926)           | Libéral                   |
| Kent                    |                 | James Warren Rutherford                             | Libéral                   |
| Kingston-City           |                 | Arthur Edward Ross                                  | Conservateur              |
| Lambton-Est             |                 | Burt Wendell Fansher                                | Progressiste              |
| Lambton-Ouest           |                 | William Thomas Goodison (décédé le 3 décembre 1928) | Libéral                   |
| Lambton-Ouest           |                 | Ross Wilfred Gray (élection partielle en 1929)      | Libéral                   |
| Lanark                  |                 | Richard Franklin Preston (décédé le 8 février 1929) | Conservateur              |
| Lanark                  |                 | William Samuel Murphy (élection partielle en 1929)  | Conservateur indépendant  |
| Leeds                   |                 | Hugh Alexander Stewart                              | Conservateur              |
| Lincoln                 |                 | James Dew Chaplin                                   | Conservateur              |
| London                  |                 | John Franklin White                                 | Conservateur              |
| Middlesex-Est           |                 | Adam King Hodgins                                   | Conservateur              |
| Middlesex-Ouest         |                 | John Campbell Elliott (au 25 octobre 1926)          | Libéral                   |
| Middlesex-Ouest         |                 | John Campbell Elliott (élection partielle en 1926)  | Libéral                   |
| Muskoka—Ontario         |                 | Peter McGibbon                                      | Conservateur              |
| Nipissing               |                 | Edmond Anthony Lapierre                             | Libéral                   |
| Norfolk—Elgin           |                 | William Horace Taylor                               | Libéral                   |
| Northumberland          |                 | Milton Edgar Maybee                                 | Conservateur              |
| Ontario                 |                 | Thomas Erlin Kaiser                                 | Conservateur              |
| Ottawa (Cité d')*       |                 | Edgar-Rodolphe-Eugène Chevrier                      | Libéral                   |
| Ottawa (Cité d')*       |                 | Gordon Cameron Edwards                              | Libéral                   |
| Oxford-Nord             |                 | Hugh Allan                                          | Libéral                   |
| Oxford-Sud              |                 | Thomas Merritt Cayley                               | Libéral                   |
| Parkdale                |                 | David Spence                                        | Conservateur              |
| Parry Sound             |                 | James Arthurs                                       | Conservateur              |
| Peel                    |                 | Samuel Charters                                     | Conservateur              |
| Perth-Nord              |                 | Francis Wellington Hay                              | Libéral                   |
| Perth-Sud               |                 | Frederick George Sanderson                          | Libéral                   |
| Peterborough-Ouest      |                 | Edward Armour Peck                                  | Conservateur              |
| Port Arthur—Thunder Bay |                 | Donald James Cowan                                  | Conservateur              |
| Prescott                |                 | Louis Mathias Auger (démissionne)                   | Libéral                   |
| Prescott                |                 | Elie-Oscar Bertrand (élection partielle en 1929)    | Libéral                   |
| Prince Edward—Lennox    |                 | John Hubbs                                          | Conservateur              |
| Renfrew-Nord            |                 | Ira Delbert Cotnam                                  | Conservateur              |
| Renfrew-Sud             |                 | Martin James Maloney                                | Conservateur              |
| Russell                 |                 | Alfred Goulet                                       | Libéral                   |
| Simcoe-Est              |                 | Alfred Burke Thompson                               | Conservateur              |
| Simcoe-Nord             |                 | William Alves Boys                                  | Conservateur              |
| Stormont                |                 | Arnold Neilson Smith                                | Libéral                   |
| Timiskaming-Nord        |                 | Joseph-Arthur Bradette                              | Libéral                   |
| Timiskaming-Sud         |                 | Malcolm Lang                                        | Travailliste              |
| Toronto-Est             |                 | Edmond Baird Ryckman                                | Conservateur              |
| Toronto-Est-Centre      |                 | Robert Charles Matthews                             | Conservateur              |
| Toronto—High Park       |                 | Alexander James Anderson                            | Conservateur              |
| Toronto-Nord-Est        |                 | Newton Manly Young                                  | Conservateur              |
| Toronto-Nord-Ouest      |                 | Thomas Langton Church                               | Conservateur              |
| Toronto—Scarborough     |                 | Joseph Henry Harris                                 | Conservateur              |
| Toronto-Ouest-Centre    |                 | Horatio Clarence Hocken                             | Conservateur              |
| Toronto-Sud             |                 | George Reginald Geary                               | Conservateur              |
| Victoria                |                 | Thomas Hubert Stinson                               | Conservateur              |
| Waterloo-Nord           |                 | William Daum Euler                                  | Libéral                   |
| Waterloo-Nord           |                 | William Daum Euler (élection partielle en 1926)     | Libéral                   |
| Waterloo-Sud            |                 | Alexander McKay Edwards                             | Conservateur              |
| Welland                 |                 | George Hamilton Pettit                              | Conservateur              |
| Wellington-Nord         |                 | Duncan Sinclair                                     | Conservateur              |
| Wellington-Sud          |                 | Hugh Guthrie                                        | Conservateur              |
| Wentworth               |                 | Gordon Crooks Wilson                                | Conservateur              |
| York-Nord               |                 | Thomas Herbert Lennox                               | Conservateur              |
| York-Ouest              |                 | Henry Lumley Drayton                                | Conservateur              |
| York-Ouest              |                 | James Earl Lawson (élection partielle en 1928)      | Conservateur              |
| York-Sud                |                 | Robert Henry McGregor                               | Conservateur              |

### Québec
| Circonscription                 | Circonscription | Nom                                                                           | Parti               |
| ------------------------------- | --------------- | ----------------------------------------------------------------------------- | ------------------- |
| Argenteuil                      |                 | George Halsey Perley                                                          | Conservateur        |
| Bagot                           |                 | Georges Dorèze Morin (décédé en fonction)                                     | Libéral             |
| Bagot                           |                 | Cyrille Dumaine (élection partielle en 1930)                                  | Libéral             |
| Beauce                          |                 | Édouard Lacroix                                                               | Libéral             |
| Beauharnois                     |                 | Maxime Raymond                                                                | Libéral             |
| Bellechasse                     |                 | Joseph Oscar Lefebre Boulanger                                                | Libéral             |
| Berthier—Maskinongé             |                 | Joseph-Charles-Théodore Gervais                                               | Libéral             |
| Bonaventure                     |                 | Charles Marcil                                                                | Libéral             |
| Brome—Missisquoi                |                 | William Frederic Kay                                                          | Libéral             |
| Cartier                         |                 | Samuel William Jacobs                                                         | Libéral             |
| Chambly—Verchères               |                 | Aimé Langlois                                                                 | Libéral             |
| Champlain                       |                 | Arthur Lesieur Desaulniers                                                    | Libéral             |
| Charlevoix—Saguenay             |                 | Pierre-François Casgrain                                                      | Libéral             |
| Chicoutimi                      |                 | Julien-Édouard-Alfred Dubuc                                                   | Libéral indépendant |
| Châteauguay—Huntingdon          |                 | James Alexander Robb (au 5 octobre 1926)                                      | Libéral             |
| Châteauguay—Huntingdon          |                 | James Alexander Robb (élection partielle en 1926, décédé le 11 novembre 1929) | Libéral             |
| Châteauguay—Huntingdon          |                 | Dennis James O'Connor (élection partielle en 1930)                            | Libéral             |
| Compton                         |                 | Joseph Étienne Letellier de Saint-Just                                        | Libéral             |
| Dorchester                      |                 | Lucien Cannon (au 5 octobre 1926)                                             | Libéral             |
| Dorchester                      |                 | Lucien Cannon (élection partielle en 1926)                                    | Libéral             |
| Drummond—Arthabaska             |                 | Wilfrid Girouard                                                              | Libéral             |
| Gaspé                           |                 | Rodolphe Lemieux                                                              | Libéral             |
| Hochelaga                       |                 | Édouard-Charles St-Père                                                       | Libéral             |
| Hull                            |                 | Joseph-Éloi Fontaine                                                          | Libéral             |
| Jacques-Cartier                 |                 | Joseph-Théodule Rhéaume                                                       | Libéral             |
| Joliette                        |                 | Jean-Joseph Denis (au 3 novembre 1928)                                        | Libéral             |
| Joliette                        |                 | Charles-Édouard Ferland (élection partielle en 1928)                          | Libéral             |
| Kamouraska                      |                 | Joseph Georges Bouchard                                                       | Libéral             |
| Labelle                         |                 | Henri Bourassa                                                                | Indépendant         |
| Lac-Saint-Jean                  |                 | Armand Sylvestre                                                              | Libéral             |
| Laprairie—Napierville           |                 | Roch Lanctôt (décédé le 30 mai 1929)                                          | Libéral             |
| Laprairie—Napierville           |                 | Vincent Dupuis (élection partielle en 1929)                                   | Libéral             |
| L'Assomption—Montcalm           |                 | Paul-Arthur Séguin                                                            | Libéral             |
| Laurier—Outremont               |                 | Joseph-Alexandre Mercier                                                      | Libéral             |
| Laval—Deux-Montagnes            |                 | Liguori Lacombe                                                               | Libéral             |
| Lévis                           |                 | Joseph-Étienne Dussault                                                       | Libéral             |
| L'Islet                         |                 | Joseph-Fernand Fafard                                                         | Libéral             |
| Lotbinière                      |                 | Joseph-Achille Verville                                                       | Libéral             |
| Maisonneuve                     |                 | Clément Robitaille                                                            | Libéral             |
| Matane                          |                 | Georges-Léonidas Dionne                                                       | Libéral             |
| Mégantic                        |                 | Eusèbe Roberge                                                                | Libéral             |
| Montmagny                       |                 | Leo Kemner Laflamme                                                           | Libéral             |
| Mont-Royal                      |                 | Robert Smeaton White                                                          | Conservateur        |
| Nicolet                         |                 | Joseph-Félix Descoteaux                                                       | Libéral             |
| Pontiac                         |                 | Frank S. Cahill                                                               | Libéral             |
| Portneuf                        |                 | Michel-Siméon Delisle                                                         | Libéral             |
| Québec—Montmorency              |                 | Henri-Edgar Lavigueur                                                         | Libéral             |
| Québec-Est                      |                 | Ernest Lapointe (au 5 octobre 1926)                                           | Libéral             |
| Québec-Est                      |                 | Ernest Lapointe (élection partielle en 1926)                                  | Libéral             |
| Québec-Ouest                    |                 | Georges Parent                                                                | Libéral             |
| Québec-Sud                      |                 | Charles Gavan Power                                                           | Libéral             |
| Richelieu                       |                 | Pierre-Joseph-Arthur Cardin (au 5 octobre 1926)                               | Libéral             |
| Richelieu                       |                 | Pierre-Joseph-Arthur Cardin (élection partielle en 1926)                      | Libéral             |
| Richmond—Wolfe                  |                 | Edmund William Tobin                                                          | Libéral             |
| Rimouski                        |                 | Eugène Fiset                                                                  | Libéral             |
| Sainte-Anne                     |                 | James John Edmund Guerin                                                      | Libéral             |
| Saint-Antoine                   |                 | Leslie Gordon Bell                                                            | Conservateur        |
| Saint-Denis                     |                 | Joseph-Arthur Denis                                                           | Libéral             |
| Saint-Henri                     |                 | Paul Mercier                                                                  | Libéral             |
| Saint-Hyacinthe—Rouville        |                 | René Morin                                                                    | Libéral             |
| Saint-Jacques                   |                 | Fernand Rinfret (au 5 octobre 1926)                                           | Libéral             |
| Saint-Jacques                   |                 | Fernand Rinfret (élection partielle en 1926)                                  | Libéral             |
| Saint-Jean—Iberville            |                 | Aldéric-Joseph Benoit                                                         | Libéral             |
| Saint-Laurent—Saint-Georges     |                 | Charles Cahan                                                                 | Conservateur        |
| Sainte-Marie                    |                 | Hermas Deslauriers                                                            | Libéral             |
| Shefford                        |                 | Pierre-Ernest Boivin                                                          | Libéral             |
| Sherbrooke                      |                 | Charles Benjamin Howard                                                       | Libéral             |
| Stanstead                       |                 | Willis Keith Baldwin                                                          | Libéral             |
| Témiscouata                     |                 | Jean-François Pouliot                                                         | Libéral             |
| Terrebonne                      |                 | Jules-Édouard Prévost                                                         | Libéral             |
| Trois-Rivières-et-Saint-Maurice |                 | Arthur Bettez                                                                 | Libéral             |
| Vaudreuil—Soulanges             |                 | Lawrence Alexander Wilson (démissionne le 1er février 1929)                   | Libéral             |
| Vaudreuil—Soulanges             |                 | Lawrence Alexander Wilson (élection partielle en 1929)                        | Libéral             |
| Wright                          |                 | Fizalam-William Perras                                                        | Libéral             |
| Yamaska                         |                 | Aimé Boucher                                                                  | Libéral             |

### Saskatchewan
| Circonscription  | Circonscription | Nom                                                      | Parti                |
| ---------------- | --------------- | -------------------------------------------------------- | -------------------- |
| Assiniboia       |                 | Robert McKenzie                                          | Libéral              |
| Battleford Sud   |                 | John Vallance                                            | Libéral              |
| Humboldt         |                 | Albert Frederick Totzke                                  | Libéral              |
| Kindersley       |                 | Archibald M. Carmichael                                  | Progressiste         |
| Lac-Long         |                 | John Frederick Johnston                                  | Libéral              |
| Last Mountain    |                 | William Russell Fansher                                  | Progressiste         |
| Mackenzie        |                 | Milton Neil Campbell                                     | Progressiste         |
| Maple Creek      |                 | George Spence (démissionne le 14 octobre 1927)           | Libéral              |
| Maple Creek      |                 | William George Bock (élection partielle en 1927)         | Libéral              |
| Melfort          |                 | Malcolm McLean                                           | Libéral              |
| Melville         |                 | William Richard Motherwell (au 11 octobre 1926)          | Libéral              |
| Melville         |                 | William Richard Motherwell (élection partielle en 1926)  | Libéral              |
| Moose Jaw        |                 | John Gordon Ross                                         | Libéral              |
| North-Battleford |                 | Cameron Ross McIntosh                                    | Libéral              |
| Prince Albert    |                 | William Lyon Mackenzie King (au 11 octobre 1926)         | Libéral              |
| Prince Albert    |                 | William Lyon Mackenzie King (élection partielle en 1926) | Libéral              |
| Qu'Appelle       |                 | John Millar                                              | Libéral-progressiste |
| Regina           |                 | Charles Avery Dunning (au 5 octobre 1926)                | Libéral              |
| Regina           |                 | Charles Avery Dunning (élection partielle en 1926)       | Libéral              |
| Rosetown         |                 | John Evans                                               | Progressiste         |
| Saskatoon        |                 | Alexander MacGillivray Young                             | Libéral              |
| Swift Current    |                 | Charles Edward Bothwell                                  | Libéral              |
| Weyburn          |                 | Edward James Young                                       | Libéral              |
| Willow Bunch     |                 | Thomas F. Donnelly                                       | Libéral              |
| Yorkton          |                 | George Washington McPhee                                 | Libéral              |

### Yukon
| Circonscription | Circonscription | Nom          | Parti        |
| --------------- | --------------- | ------------ | ------------ |
| Yukon           |                 | George Black | Conservateur |

## Sources
- Site web du Parlement du Canada

- (en) Cet article est partiellement ou en totalité issu de l’article de Wikipédia en anglais intitulé « 16th Canadian Parliament » (voir la liste des auteurs).